# (5859) Ostozhenka
(5859) Ostozhenka est un astéroïde de la ceinture principale.

## Description
(5859) Ostozhenka est un astéroïde de la ceinture principale. Il fut découvert le 23 mars 1979 à Naoutchnyï par Nikolaï Tchernykh. Il présente une orbite caractérisée par un demi-grand axe de 2,43 UA, une excentricité de 0,15 et une inclinaison de 2,7° par rapport à l'écliptique.

## Compléments